# Мілош Млечко
Мілош Стефан Млечко (пол. Miłosz Stefan Mleczko; нар. 1 березня 1999, Горлиці, Польща) — польський футболіст, воротар клубу «Зніч».

## Ігрова кар'єра

### Клубна
Мілош Млечко є вихованцем футбольної школи клубу «Рух» з Хожува. У 2014 році він приєднався до молодіжного складу познаньського «Леха».
З 2016 року воротаря почали залучати до ігор першої команди та дублюючого складу. Та в основі «Леха» воротар зіграв лише одну офіційну гру. Надалі, не маючи можливості потрапити до основи, Млечко відправився в оренду. У січні 2018 року воротар перейшов до клубу Першої ліги «Пуща». В команді футболіст відіграв півтора сезону.
Перед початком сезону 2020/21 Млечко знову був відданий в оренду. Цього разу він провів повний сезон в клубі Першої ліги «Відзев». Після оренди футболіст повернувся до «Леха» але продовжив грати лише за дублюючий склад. Після нового 2023 року Млечко розірвав контракт з клубом за згодою сторін. У лютому 2023 року як вільний агент воротар перейшов до клубу «Зніч», з яким посів друге місце в Другій лізі та підвищився в класі до Першої ліги.

### Збірна
З 2016 року Мілош Млечко провів кілька матчів у складі юнацьких збірних Польщі.